# Nina Simone Sings Ellington!
 (mai 2020).
Albums de Nina Simone
Nina at the Village Gate
(1962) Nina Simone at Carnegie Hall
(1963)
Nina Simone Sings Ellington! est un album de la pianiste, chanteuse et compositrice de jazz américaine Nina Simone publié en 1962 sur le label Colpix Records.
L'album contient des chansons composées et enregistrées à l'origine par Duke Ellington. Nina Simone y est accompagnée par les Malcolm Dodds Singers.

## Liste des titres
Toute la musique est composée par Duke Ellington et arrangée par Nina Simone.
| A1. | Do Nothin' 'til You Hear From Me | 2:49 |
| A2. | I Got It Bad                     | 4:07 |
| A3. | Hey, Buddy Bolden                | 2:28 |
| A4. | Merry Mending                    | 2:35 |
| A5. | Something to Live For            | 2:55 |
| A6. | You Better Know It               | 2:25 |

| B1. | I Like the Sunrise    | 3:02 |
| B2. | Solitude              | 3:45 |
| B3. | The Gal From Joe's    | 2:15 |
| B4. | Satin Doll            | 3:37 |
| B5. | It Don't Mean a Thing | 2:20 |

| Titres supplémentaires, réédition CD (EMI, Europe, 2005) | Titres supplémentaires, réédition CD (EMI, Europe, 2005) | Titres supplémentaires, réédition CD (EMI, Europe, 2005) | Titres supplémentaires, réédition CD (EMI, Europe, 2005) | Titres supplémentaires, réédition CD (EMI, Europe, 2005) | Titres supplémentaires, réédition CD (EMI, Europe, 2005) | Titres supplémentaires, réédition CD (EMI, Europe, 2005) | Titres supplémentaires, réédition CD (EMI, Europe, 2005) | Titres supplémentaires, réédition CD (EMI, Europe, 2005) | Titres supplémentaires, réédition CD (EMI, Europe, 2005) |
| No                                                       | Titre                                                    | Durée                                                    |                                                          |                                                          |                                                          |                                                          |                                                          |                                                          |                                                          |
| -------------------------------------------------------- | -------------------------------------------------------- | -------------------------------------------------------- | -------------------------------------------------------- | -------------------------------------------------------- | -------------------------------------------------------- | -------------------------------------------------------- | -------------------------------------------------------- | -------------------------------------------------------- | -------------------------------------------------------- |
| 12.                                                      | Come On Back, Jack                                       | 2:16                                                     |                                                          |                                                          |                                                          |                                                          |                                                          |                                                          |                                                          |
| 13.                                                      | Nobody Knows You When You're Down and Out                | 2:40                                                     |                                                          |                                                          |                                                          |                                                          |                                                          |                                                          |                                                          |
| 14.                                                      | I Want A Little Sugar In My Bowl                         | 2:45                                                     |                                                          |                                                          |                                                          |                                                          |                                                          |                                                          |                                                          |
| 15.                                                      | Since My Love Has Gone                                   | 2:49                                                     |                                                          |                                                          |                                                          |                                                          |                                                          |                                                          |                                                          |
| 16.                                                      | If Only For Tonight                                      | 5:35                                                     |                                                          |                                                          |                                                          |                                                          |                                                          |                                                          |                                                          |
| 48:35                                                    |                                                          |                                                          |                                                          |                                                          |                                                          |                                                          |                                                          |                                                          |                                                          |